# Serranus subligarius
Espèce
Serranus subligarius est une espèce de poissons benthiques de la mer Méditerranée proche du mérou.